# Universal Wrestling Federation (Japon)
L'Universal Wrestling Federation (UWF) est une fédération de catch japonaise créé par Hisashi Shinma en 1984 après son renvoi de la New Japan Pro Wrestling. Il crée sa fédération avec d'autres catcheurs de la New Japan Pro Wrestling dont Akira Maeda, Yoshiaki Fujiwara (en) et Satoru Sayama. Cette fédération propose du shoot wrestling c'est-à-dire des combats de catch où les coups sont réellement infligées. Elle ferme ses portes en 1985 peu de temps après le renvoi de Maeda après un combat face à Sayama.
En 1988, Maeda crée une fédération du même nom proposant le même style de catch qui ferme ses portes en 1990.

## Histoire

### L'Universal Wrestling Federationd'Hisashi Shinma (1984-1985)
Hisashi Shinma est le booker de la New Japan Pro Wrestling et le bras droit d'Antonio Inoki. En 1983, Inoki investit de l'argent dans l'entreprise brésilienne Anton Hisel mais cela s'avère être un échec. Inoki prend alors de l'argent dans les caisses de la New Japan Pro Wrestling et décide de mettre fin aux contrats de plusieurs catcheurs. Cela déplaît à Shinma qui se fait renvoyer.
Shinma décide de créer sa propre fédération qu'il nomme Universal Wrestling Federation (UWF) et souhaite proposer du shoot wrestling. Il décide d'engager Yoshiaki Fujiwara (en), un catcheur surnommé le meilleur pratiquant d'arts martiaux au monde, ainsi que d'autres catcheurs renvoyés de la New Japan Pro Wrestling. Fujiwara n'est pas le seul catcheur de la New Japan Pro Wrestling à venir dans cette fédération puisque Satoru Sayama, le premier Tiger Mask, rejoint l'UWF suivi d'Akira Maeda, Nobuhiko Takada et d'autres catcheurs japonais. Avant le premier spectacle de catch de l'UWF, Shinma signe un accord avec la World Wrestling Federation (WWF) ce qui permet à Maeda de remporter le championnat international poids lourd de la WWF après sa victoire face à Pierre Lefebvre le 25 mars 1984.
Le premier spectacle de cette fédération a lieu le 11 avril à l'Omiya Skating Center de Saitama, le match phare oppose Akira Maeda à Dutch Mantell. Le 5 décembre, Kazuo Yamazaki (en) bat Nobuhiko Takada dans un match qui reçoit la note de cinq étoiles par Dave Meltzer. Il décrit le style dans le Wrestling Observer Newsletter comme étant « le style le plus rugueux que j'ai jamais vu. ». Début 1985, le magazine Tokyo Sports remet des prix aux meilleurs catcheurs de l'année précédente et Super Tiger reçoit le prix du catcheur technique.
En 1985, des tensions naissent entre Akira Maeda et Super Tiger concernant le style de catch que doit proposer la fédération. Maeda souhaite mettre en valeur les prises de soumission tandis que Super Tiger veut mettre en lumière les coups de pied. Ils s'affrontent le 2 septembre et Maeda sort du scénario du match et décide de régler ses comptes avec Super Tiger sur le ring,. Maeda se fait suspendre après cet incident avant d'être renvoyé.La fédération organise son dernier spectacle quelques jours plus tard avant de fermer ses portes.  La plupart des catcheurs de l'UWF retournent à la New Japan Pro Wrestling.

### L'Universal Wrestling Federationd'Akira Maeda (1988-1990)

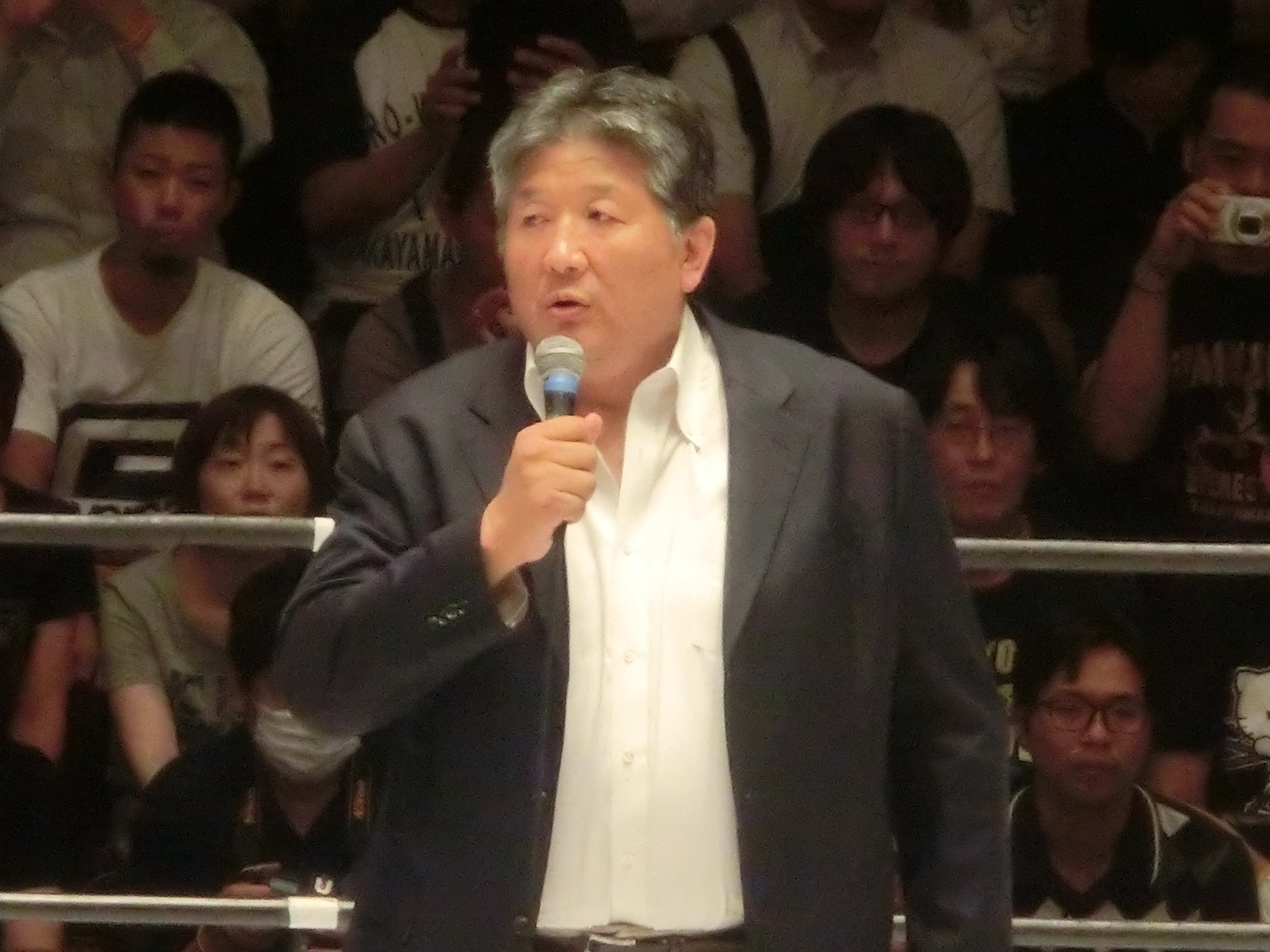
Akira Maeda tente de relancer l'Universal Wrestling Federation en 1988.

En 1988, Akira Maeda se fait renvoyer de la New Japan Pro Wrestling après un combat face à Riki Chōshū qui a tourné à l'affrontement réel. Il décide de recréer l'Universal Wrestling Federation et s'associe avec Shinji Jin qui va occuper le poste de président. Il est rejoint par la plupart des anciens de l'UWF et Yoshiaki Fujiwara (en) arrive avec des catcheurs qu'il a entraînés : Masakatsu Funaki, Minoru Suzuki, Masahito Kakihara (en), Yusuke Fuke (en) et Kiyoshi Tamura (en).
Le 29 novembre 1989, l'UWF organise U-Cosmos au Tokyo Dome devant 60 000 spectateurs,. L'UWF organise ce spectacle grâce au soutien financier d'Hashiro Tanaka qui est le président du lunetier Megane Super. Courant 1990, Tanaka fonde sa fédération Super World Sports (SWS) et des catcheurs de l'UWF veulent le remercier en faisant des spectacles avec la SWS. Akira Maeda n'est pas d'accord et Shinji Jin l'évince  et ce départ marque la fin de l'UWF.

## Personnel de l'Universal Wrestling Federation
| Nom                    | Notes           |
| ---------------------- | --------------- |
| Yoshiaki Fujiwara (en) |                 |
| Mach Hayato            |                 |
| Satoru Hiromatsu       |                 |
| Osamu Kido (en)        |                 |
| Akira Maeda            |                 |
| Tatsuo Nakano          |                 |
| Nobuhiko Takada        |                 |
| Jerry Oski             |                 |
| Masami Soranaka        |                 |
| Super Tiger            | Il lutte masqué |
| Kazuo Yamazaki (en)    |                 |

| Nom                    | Notes |
| ---------------------- | ----- |
| Yoji Anjo (en)         |       |
| Yoshiaki Fujiwara (en) |       |
| Masakatsu Funaki       |       |
| Akira Maeda            |       |
| Shigeo Miyato          |       |
| Tatsuo Nakano          |       |
| Norman Smiley          |       |
| Minoru Suzuki          |       |
| Nobuhiko Takada        |       |
| Kazuo Yamazaki (en)    |       |